# فريدريك كاتس
فريدريك كاتس (بالألمانية: Friedrich Katz)‏ هو مؤرخ نمساوي، ولد في 13 يونيو 1927 في فيينا في النمسا، وتوفي في 16 أكتوبر 2010 في فيلادلفيا في الولايات المتحدة بسبب سرطان.